# Zuid-Afrikaanse parlementsverkiezingen 1948
De Zuid-Afrikaanse parlementsverkiezingen van 1948 werden op 26 mei 1948 gehouden. Deze verkiezingen worden ook wel de "Apartheidsverkiezingen" genoemd, omdat de verkiezingen werden gewonnen door de Apartheidspartijen Herenigde Nasionale Party (HNP) van Daniel François Malan en de Afrikanerparty (AP) van Nicolaas Christiaan Havenga.

## Verkiezingscampagne
In aanloop naar de verkiezingen voerden de HNP en de AP enerzijds en de meer liberale Verenigde Party (VP) van zittend premier generaal Jan Smuts anderzijds harde campagnes. De HNP en de AP omschreven Smuts als een lakei van de Britten en noemden het beleid van goede nabuurschap tussen Afrikaners en Engelstaligen in Zuid-Afrika van de VP-regering een mislukking. De VP op haar beurt waarschuwde voor het HNP-streven om van de Unie van Zuid-Afrika een republiek te maken en de unie "waar iedereen zo trots op was" zou vernietigen.
In haar campagne maakte de HNP duidelijk dat wanneer zij aan de macht zou komen, er een verbod op Afrikaanse vakbonden zou komen en dat huwelijken tussen zwarten en blanken strafbaar zouden worden gesteld. Ook zou het stemrecht voor kleurlingen in de Kaapprovincie worden afgeschaft. Verder zouden Afrikaners voorrang krijgen op werk ten koste van Afrikanen en Engelstaligen. De HNP en de AP beloofden vooral een einde te zullen maken aan de Britse hegemonie over Zuid-Afrika en de macht in handen van de Afrikaners te zullen leggen.

## Verkiezingen
De parlementsverkiezingen van 26 mei 1948 werden gewonnen door de HNP/AP-alliantie, zij verkregen in totaal 79 zetels in de Volksraad/House of Assembly. De HNP/AP-alliantie ging 36 zetels vooruit ten opzichte van de parlementsverkiezingen van 1943. De VP zakte van 107 naar 65 zetels, een verlies van 42 zetels. Generaal Smuts, premier van Zuid-Afrika van 1919 tot 1924 en van 1939 tot 1948, werd niet als parlementslid herkozen: hij verloor in zijn kiesdistrict Standerton van een kandidaat van de HNP.
Na een afwezigheid van vijf jaar kwam de sociaaldemocratische Labour Party (LP) - een door blanke Engelstalige arbeiders gesteunde partij - met zes leden weer terug in de Volksraad.

## Uitslag
| Partij                    | Stemmen | Stemmen | Zetels | Zetels |
| ------------------------- | ------- | ------- | ------ | ------ |
| Herenigde Nasionale Party | 401.834 | 37,70%  | 70     | 45,7%  |
| Verenigde Party           | 524.230 | 49,18%  | 65     | 42,5%  |
| Afrikanerparty            | 41.885  | 3,93%   | 9      | 5,9%   |
| Labour Party              | 27.360  | 2,57%   | 6      | 3,9%   |
| Onafhankelijken           | 70.662  | 6,63%   | 3      | 2,0%   |
| Totaal                    |         |         | 153    |        |

## Nasleep
De HNP en de AP vormden een kabinet met Malan als premier en Havenga als vice-premier. De HNP en de AP hadden echter geen tweederdemeerderheid in de beide kamer van het Zuid-Afrikaanse parlement (Volksraad en Senaat) om verregaande apartheidswetten door te voeren. Malan gaf daarom de blanke inwoners van het Zuid-Afrikaanse mandaatgebied (overwegend Afrikaners en Duitsers) kiesrecht en breidde hiervoor het parlement met enkele zetels uit. De blanken van Zuidwest-Afrika stemden bijna allemaal op de HNP, waardoor de HNP steeds meer zetels verwierf. Uiteindelijk verschoof premier Malan de grenzen van sommige kiesdistricten waar de HNP-kandidaat in 1948 niet was gekozen zó, dat bij nieuwe verkiezingen de HNP-kandidaat zou worden gekozen. Uiteindelijk fuseerden de HNP en de Afrikanerparty in 1951 tot de Nasionale Party waardoor er nog maar één apartheidspartij bestond.

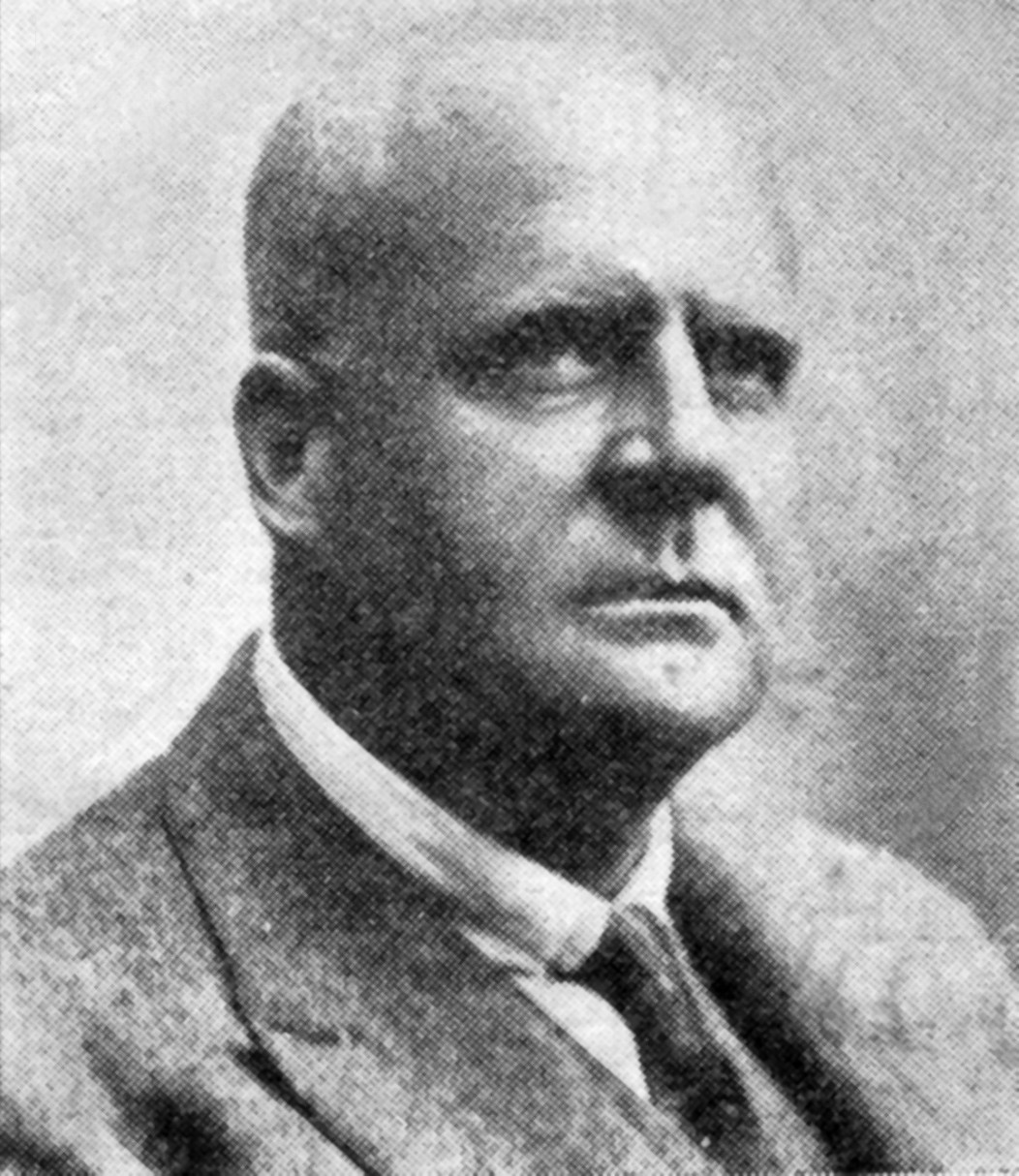
Deneys Reitz
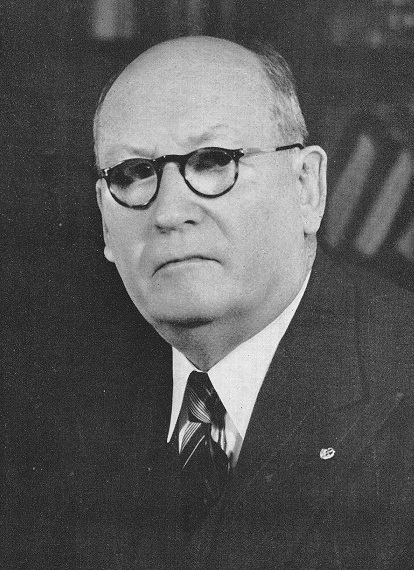
Daniel François Malan
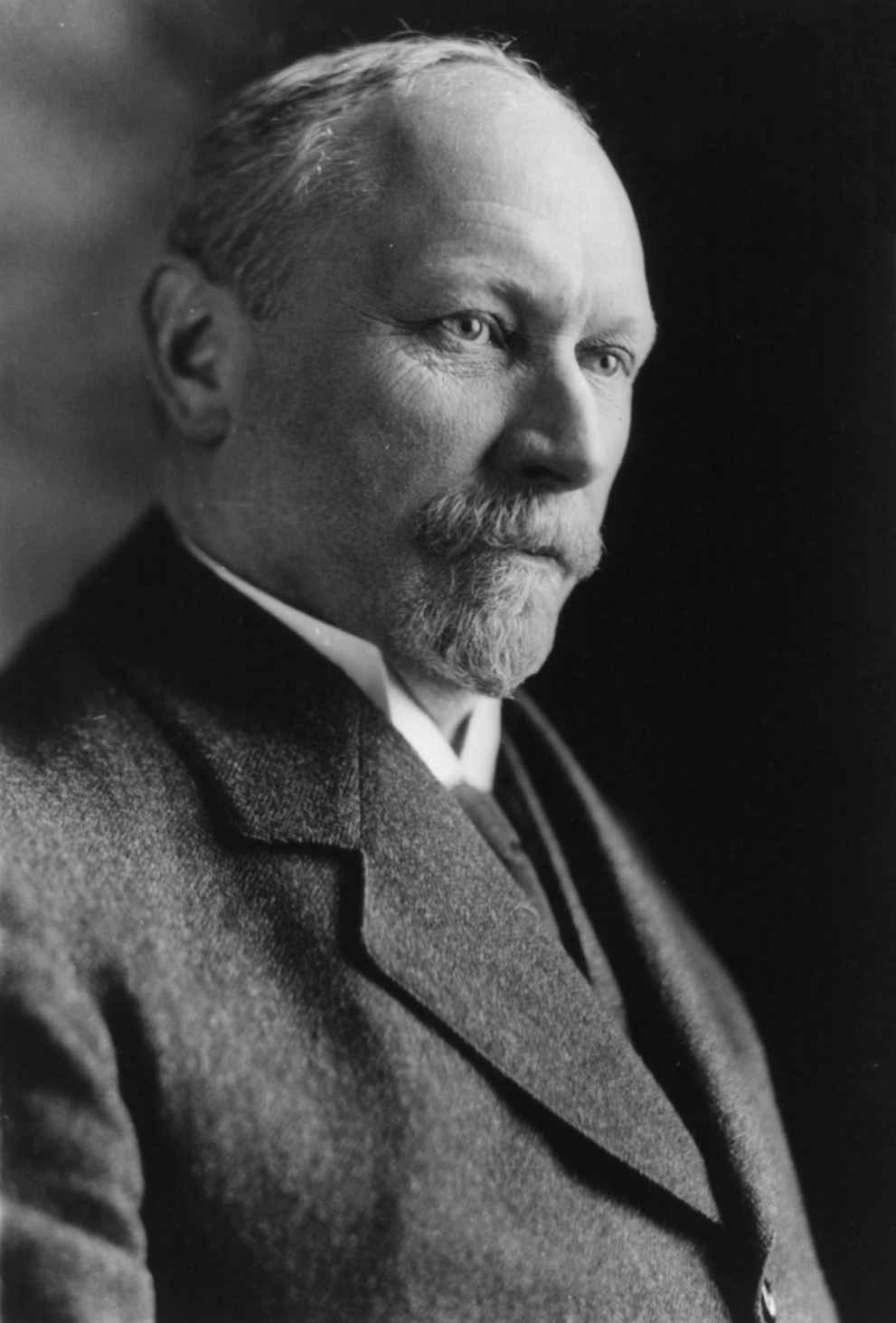
Jan Smuts
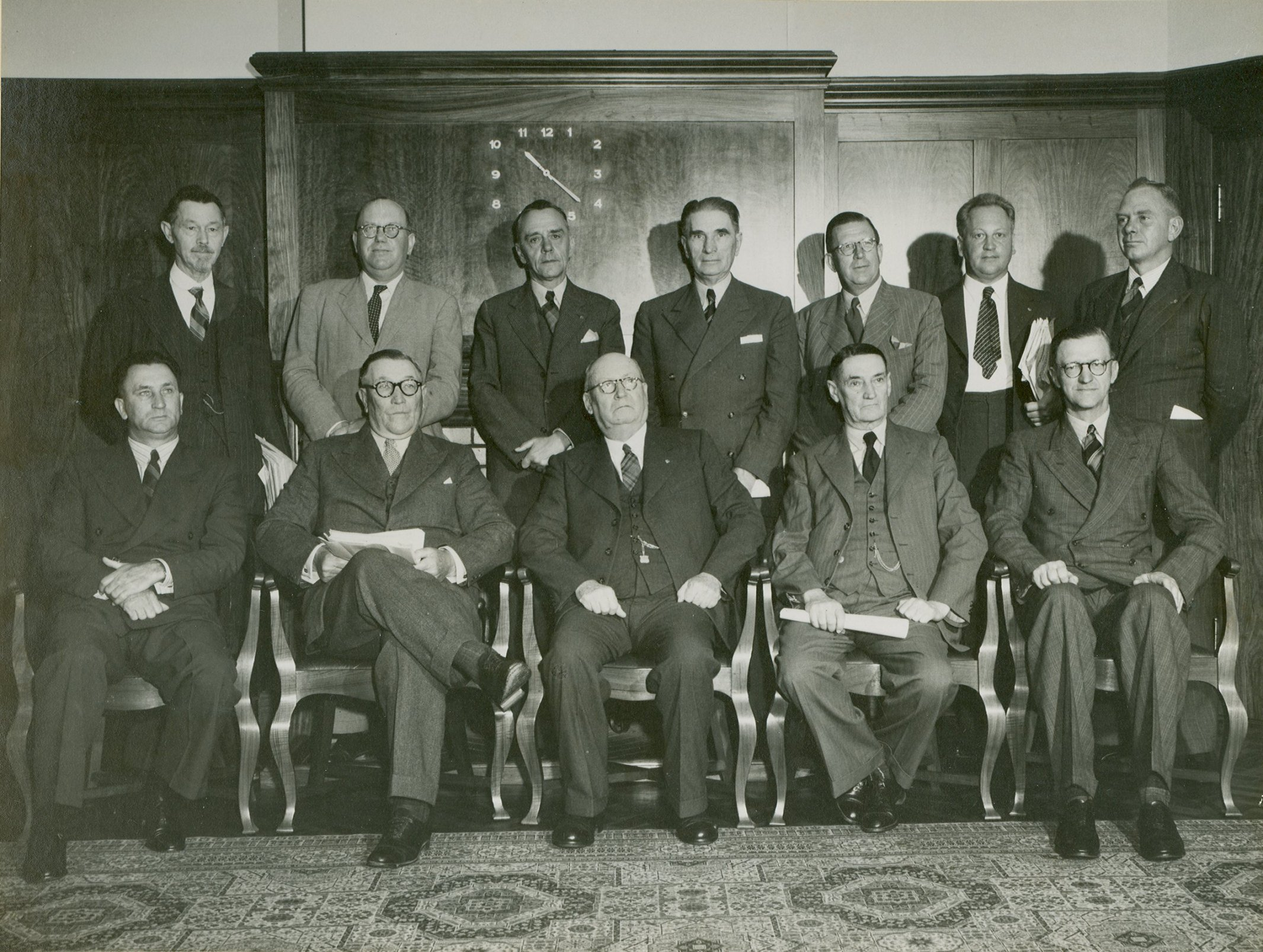
De regering-Malan